# Ottobahn
Die Ottobahn ist ein projektiertes Transportsystem in Form einer Hängebahn nach dem Vorbild des Cabinentaxis. Betreiber des Projekts ist die von dem Betriebswirtschaftler Marc Schindler 2019 gegründete Ottobahn GmbH in Pullach im Isartal, die sich selbst als Softwareunternehmen versteht, Hardwarekomponenten für Prototypen wurden jedoch entwickelt. Als technologische Partner wurden Ende 2021 das Verkehrstechnikunternehmen Yunex Traffic und 2022 das Design-Studio NVGTR für die Gestaltung der Kabinen hinzugezogen. Der Name Ottobahn bezieht sich auf den ersten bayerischen Herzog Otto I. aus der Familie der Wittelsbacher. Der Bau einer Teststrecke, für die bereits im März 2022 der symbolische erste Spatenstich erfolgt war, ist mangels ausreichender Finanzierung auf unbestimmte Zeit verschoben. Mit Stand Dezember 2024 ist mit dem Bau noch nicht begonnen.

## Konzept
Entlang eines aufgeständerten festen Schienennetzes sollen Fahrgäste in über Smartphone-App bestellbaren Fahrkabinen ohne Zwischenhalt oder Umsteigen an ein beliebiges Fahrtziel auf der Ottobahnstrecke gebracht werden können. Jede Kabine soll autonom steuern, wie schnell sie fährt und welche Route sie wählt. Mittels eines Senk-Hebe-Systems sollen sich die Gondeln zu Boden senken können, sodass die Passagiere ohne Hochbahnhöfe ebenerdig ein- und aussteigen können. Dies soll an jedem Punkt der Strecken möglich sein, sodass keine ausgewiesenen Bahnhöfe zu planen sind. Die Gondeln sollen mit Sensoren ausgestattet sein, die beim Absenken der Kabinen Personen und Hindernisse erkennen sollen. Es sind Gondeln für vier Personen oder Güter bis zu einer Tonne Gewicht geplant. Es handelt sich also um ein Personal Rapid Transit (PRT).
Die Kabinen, deren Gestaltung bis Anfang Juli 2022 vom Design-Studio NVGTR überarbeitet wurde, sollen die Form eines Parallelepipeds mit abgerundeten Kanten haben.
Die Antriebseinheit einer Kabine soll aus einem Fahrwerk mit vier Achsen bestehen. Die Spurweite soll 60 Zentimeter und der Abstand zwischen zwei Masten 20 Meter betragen.
Auf den Dächern der Gondeln und auf den Gleisträgern sind Solarzellen zur Stromerzeugung geplant, eine vollständige Versorgung durch erneuerbare Energien wird angestrebt, um das System emissionsfrei und CO2-neutral zu machen. Die Ottobahn soll im Ausbau in der Stadt eine Geschwindigkeit von 60 km/h und über Land eine Geschwindigkeit von 240 km/h erreichen können.

### Serienreife
Mit Stand Ende Juni 2022 gilt das Konzept als nicht ausgereift und die Gondeln als längst nicht serienreif. Im August 2022 wurde noch die Funktionsweise des Türöffnungsmechanismus getestet. N-tv sagte im Videobeitrag Ottobahn will mit Schwebegondeln ÖPNV revolutionieren im Startup Magazin vom 29. Januar 2023: „Dass das alles funktioniert, muss Marc Schindler aber erst noch beweisen.“

## Finanzierung
Laut einem Bericht der Süddeutschen Zeitung vom 6. August 2021 verweist der Geschäftsführer der Projektbetreiberfirma auf zwei Geldgeber und Gespräche mit weiteren Investoren, ohne konkretere Auskunft zu geben. Es wird auch privaten Investoren über Crowdfunding angeboten, ein im Juli 2027 rückzuzahlendes partiarisches Nachrangdarlehen mit einem Renditeversprechen von jährlich bis zu 55 % für die ersten 4 Jahre zu zeichnen. Die Crowdfunding-Plattform FunderNation hat diese Anlagemöglichkeit mit Warnhinweis auf einen möglichen Totalverlust versehen. Bis Anfang Juli 2022 wurden laut Angaben auf der FunderNation-Internetsite über das Crowdfunding 3,6 Millionen Euro eingesammelt. Dabei wurde das Crowdfundingziel immer wieder erhöht. Im Herbst 2021 wurde es von ursprünglich 2 Millionen auf 3 Millionen Euro und 2022 auf 4 Millionen Euro angehoben. Hauptinvestor ist der Fonds Ökovation Ventures, der nach eigenen Angaben auf nachhaltige Unternehmen spezialisiert ist. Bei einer Investitionssumme von 3.651.958 Euro wurde das Funding abgeschlossen.
Zur Absicherung der Technologie und als Vorbereitung der Zulassung beabsichtigte das Unternehmen nach eigenen Angaben, bis 2023 ungefähr fünf Millionen Euro zu investieren.

## Kritik
Ein im Februar 2021 in der schweizerischen Tageszeitung Blick erschienener Artikel weist darauf hin, dass es offen sei, ob Innenstädte Verkehrsraum hoch über Straßen schaffen wollen und können, und bezweifelt dies speziell angesichts der aufwändigen Abstimmungen, Genehmigungen und Klageverfahren in Ländern wie Deutschland und der Schweiz.
Im August 2021 zitiert ein Artikel in der Süddeutschen Zeitung Klaus Bogenberger, Leiter des Lehrstuhls für Verkehrstechnik an der TU München, unter anderem mit einem Hinweis auf große Herausforderungen beim Thema Lärm für ein Verkehrsmittel, das mit Rädern auf Schienen rollt.

## Geplante Teststrecke in Taufkirchen

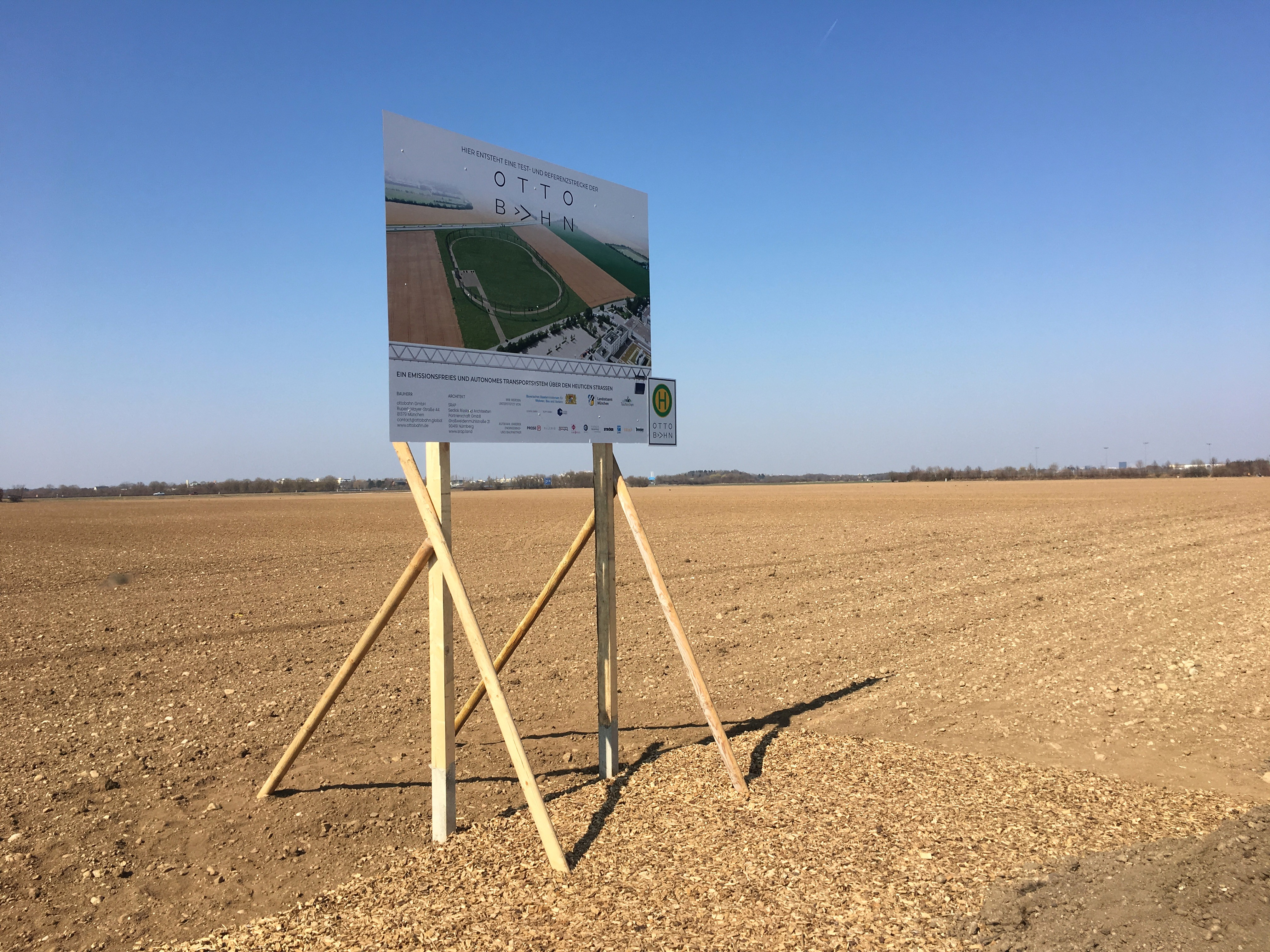
Geplanter Ort der Teststrecke mit Baustellenschild

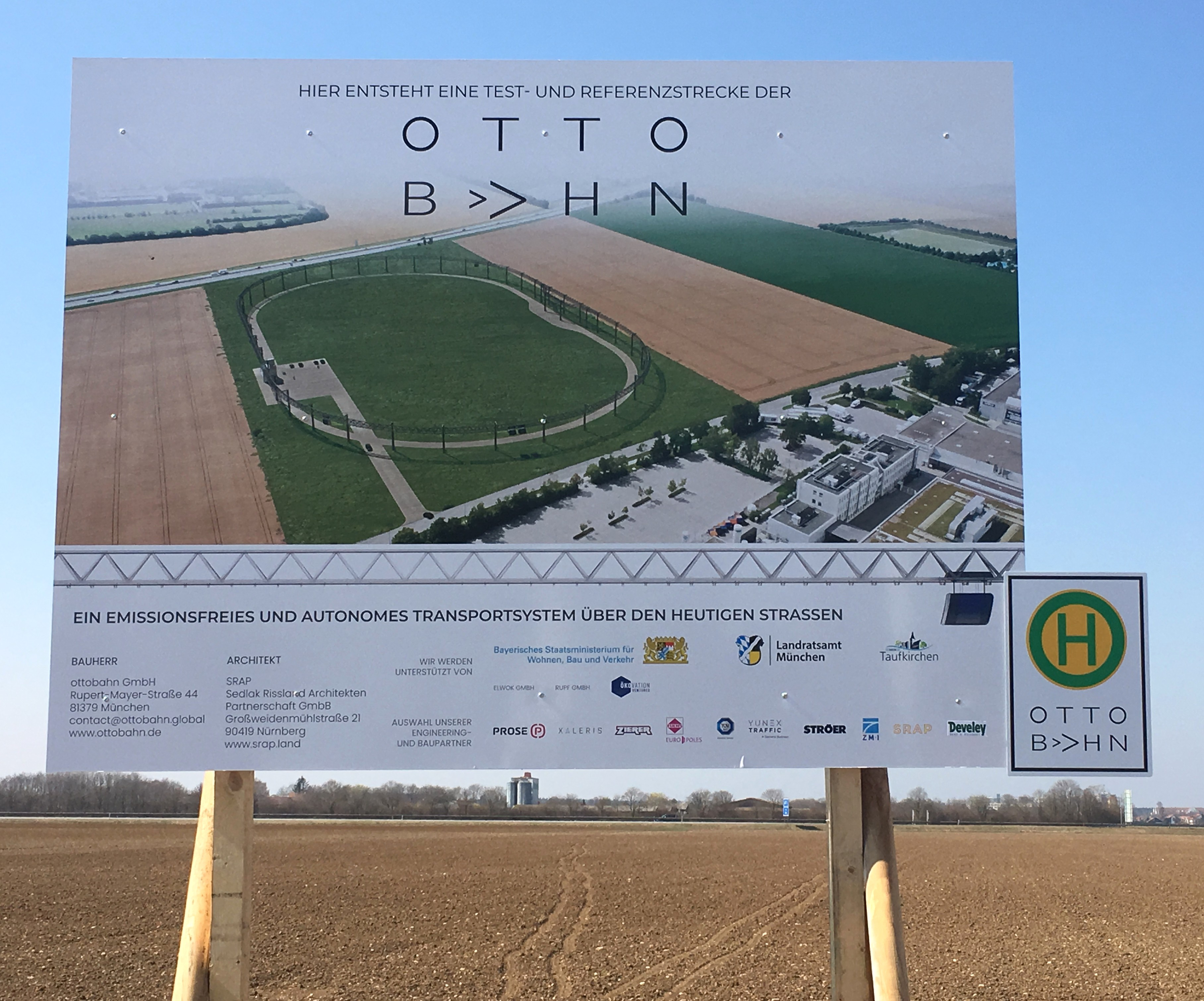
Baustellenschild (März 2022)

In Taufkirchen soll auf einem Grundstück, einer früheren landwirtschaftlichen Nutzfläche, zwischen der Bundesautobahn 8 und der Ludwig-Bölkow-Allee eine 900 Meter lange Teststrecke entstehen.
Im Februar 2022 hat das Landratsamt München die Baugenehmigung für eine solche Teststrecke erteilt. Ursprünglich sollte der Bau bereits 2021 beginnen. Ein symbolischer erster Spatenstich erfolgte Mitte März 2022 zusammen mit der Ankündigung, dass Ende 2022 erste unbemannte Testfahrten durchgeführt werden sollen. Im Juli 2022 begründete der Projektbetreiber die bis dahin unterbliebene Aufnahme des Baubetriebs in einer Mitteilung mit Lieferengpässen. Auch Mitte August 2022 wurde in einem Interview mit der Abendzeitung noch auf Lieferengpässe bei Stahl und Elektroteilen als Ursache für die Bauverzögerung verwiesen und ein Baustart bis Ende 2022 mit einer Bauzeit von drei Monaten avisiert. Mitte Dezember 2022 gab das Unternehmen weitere Verzögerungen bekannt und stellte den Baubeginn für Frühjahr 2023 in Aussicht. Ende 2022 kündigte das Unternehmen an, dass „im ersten Halbjahr 2023 erste Gewerke sichtbar werden sollten“. Auch diese Frist ließ das Unternehmen verstreichen, ohne dass eine Bautätigkeit aufgenommen wurde. Im Oktober 2023 verschob das Unternehmen den Baustart wegen einer „Finanzierungslücke“ auf unbestimmte Zeit. Im November 2023 wurde angekündigt, dass Testfahrten frühestens ab dem Jahreswechsel 2024/25 stattfinden könnten, sofern bis Januar 2024 die komplette Finanzierung gesichert wäre. Mit Stand Juni 2024 ist auf der Ottobahn-Homepage kein Hinweis zu finden, dass dies geschehen wäre.
Als Partnerin für die Teststrecke sollte laut Pressemeldungen vom Dezember 2021 die seinerzeitige Siemens-Mobility-Tochter Yunex Traffic, die seit September 2022 zum italienischen Infrastrukturbetreiber Mundys (bis zum März 2023 „Atlantia S.p.A.“ genannt) gehört, einsteigen. Laut einem Bericht vom August 2022 war angedacht, dass Vahle für den Bau der Teststrecke seine U25-Stromschiene zuliefern soll.
Im Dezember 2022 vermeldete die Ottobahn GmbH, dass im Bereich der Teststrecke ein Urban Mobility Campus mit mehreren Firmen angesiedelt werden solle.
Mit Stand Anfang Dezember 2024 ist im Bereich der beabsichtigten Teststrecke keine Bautätigkeit sichtbar.

## Angedachte weitere Strecken
Auf der Teststrecke sollen zunächst 100.000 Kilometer Probefahrten durchgeführt werden. Danach war mit Stand Mitte 2021 der Bau einer Pilotstrecke auf der Route Taufkirchen – U-Bahnhof Karl-Preis-Platz als erste kommerziell betriebene Strecke anvisiert.
Die Westallianz, ein Zusammenschluss von sieben Gemeinden aus den Landkreisen Dachau und Fürstenfeldbruck westlich von München, konnte sich laut regionalen Presseberichten in Münchner Merkur und Süddeutscher Zeitung vom September 2021 eine Ottobahn entlang der Autobahn A 8 vorstellen.
Eine Schnellfahrstrecke von München nach Berlin wurde vom Unternehmen 2021 selbst ins Gespräch gebracht.
Am 7. Oktober 2024 diskutierte der Sonderunterausschuss Bau des Bezirksausschusses 15 München Trudering-Riem die vorgeschlagene Errichtung einer Ottobahn im Riemer Park (ehemaliges Gelände der Bundesgartenschau 2005) kontrovers.